# UB-35号潜艇
陛下之UB-35号艇是德意志帝国海军于第一次世界大战期间建造的其中一艘UB-II型近岸潜艇或称U艇。它由汉堡的布洛姆与福斯船厂承建，于1915年12月28日下水，至1916年4月17日交付使用。其艇载武器包括两具500毫米的艇艏鱼雷发射管以及一门88毫米口径甲板炮。UB-35号曾先后被部署至多支潜艇区舰队，并参与了大西洋潜艇战。在总共26次巡逻期间，该艇累计击沉了协约国或中立国的40艘商船和2艘辅助军舰，容积总吨为47739吨。1918年1月26日，UB-35号在英吉利海峡遭英国海军驱逐舰利文号投掷的深水炸弹击沉。

## 设计
第一次世界大战爆发后，随着U艇战形势的发展，UB-I型潜艇排水量过小、适航性不佳、推进系统可靠性低等问题愈发凸显。其水面航速甚至追不上商船，以5節（9.3每小時）航速潜航1小时后，蓄电池电能便会耗尽。它们甚至无力应对多佛尔海峡8至10節（15至19每小時）的海流。为此，潜艇监察局于1915年4月研发了UB-I型潜艇的放大版——UB-II型，并由德国国家海军办公室委托两家造船厂建造。其中UB-35号是由汉堡布洛姆与福斯船厂承建的第二批次的六号艇，于1915年12月28日下水。
与前一批次的UB-II型艇相比，UB-35号的水面及水下排水量分别增至274吨和303吨，全长增至36.90米，艇体采用单壳体加鞍形水柜构造。由于突破了铁路限界，舷宽也得以增至4.37米。该艇采用双桨驱动，其主机为两台奔驰六缸四冲程270匹公制馬力（200千瓦特）柴油机用于水面运行，以及两台280匹公制馬力（210千瓦特）的西门子-舒克特电动发电机用于水下航行；水面最高航速9.06節（16.78每小時），水下5.71節（10.57每小時）；能够在水面以5节航速续航7,030海里（13,020），或以4節（7.4每小時）连续在水下航行45海里（83）而无需充电。蓄电池被放置在中央潜柜的前方，以配平更重的发动机安装。其最大潜水深度为50米，潜没需时为30－45秒。
UB-35号的主武器为两具500毫米艇艏鱼雷发射管，采用层叠式布局，以实现可以创造最佳表面效率的舷弧设计；鱼雷携带量为4枚（后期增至6枚），鱼雷威力亦显著提高。辅助武器是一门88毫米30倍径速射炮。司令塔增加了一具潜望镜，并配备了1根两段式可伸缩通信桅杆，前水平舵外形也做了调整。其标准船员编制为2名军官加21名水兵。

## 服役历史
1916年6月22日，UB-35号在首次担任U艇艇长的海军中尉鲁道夫·格贝舒斯的指挥下正式入役，随即展开海试。完成海试后，该艇曾先后被编入驻北海的第一、第二区舰队，驻波罗的海的库尔兰区舰队以及驻比利时的佛兰德区舰队，并参与了大西洋潜艇战。在其26次巡逻中，共计击沉协约国或中立国的40艘商船和2艘辅助军舰，容积总吨为47739吨。
1918年1月17日，UB-35号从泽布吕赫出发，前往英吉利海峡开展破交战，从此再没有返航。1月26日，英国皇家海军驱逐舰利文号在多佛尔和敦刻尔克间执行情报递送行动时，发现正为了躲避英国巡逻船而试图穿越多佛尔屏障的UB-35号潜望镜。利文号遂在加来西北约6海里（11）的51°3′N 1°46′E / 51.050°N 1.767°E处投掷深水炸弹击沉了该艇。当潜艇沉没时，水中浮出7人。驱逐舰只救起了1名幸存者，但不久之后，这人便在船上死亡。就在一天前，英国巡逻船P34号还抓获了两名UB-35号船员，当时他们刚登上一艘正准备凿沉的希腊船舶。UB-35号的残骸已被潜水员寻获并得到确认。

## 袭击历史摘要
| 日期           | 船名           | 船籍         | 吨位 | 结局       |
| -------------- | -------------- | ------------ | ---- | ---------- |
| 1916年10月17日 | 斯滕号         | 挪威         | 1046 | 击沉       |
| 1916年10月19日 | 科蒂卡号       | 挪威         | 320  | 击沉       |
| 1916年10月19日 | 狄多号         | 挪威         | 333  | 击沉       |
| 1916年10月19日 | 古尔达斯号     | 挪威         | 636  | 击沉       |
| 1916年10月20日 | 古尔德堡号     | 丹麦         | 1569 | 击沉       |
| 1916年10月20日 | 天秤号         | 丹麦         | 174  | 击沉       |
| 1916年10月21日 | 阿夫特海峡号   | 挪威         | 937  | 击沉       |
| 1916年10月27日 | 斯特姆赫斯特号 | 挪威         | 811  | 击沉       |
| 1917年2月5日   | 弗斯特拉号     | 英国         | 1021 | 击沉       |
| 1917年4月1日   | 卡米拉号       | 挪威         | 2273 | 击沉       |
| 1917年4月1日   | 埃斯特尔号     | 丹麦         | 1210 | 击沉       |
| 1917年4月2日   | 斯卡布罗勋爵号 | 英国         | 158  | 击沉       |
| 1917年4月4日   | 直布罗陀号     | 英国         | 188  | 击沉       |
| 1917年4月4日   | 马吉·罗丝号    | 英国         | 183  | 击沉       |
| 1917年4月6日   | 康格斯豪格号   | 挪威         | 380  | 击沉       |
| 1917年4月6日   | 基奇纳勋爵号   | 英国         | 158  | 击沉       |
| 1917年4月6日   | 雷克托号       | 英国         | 177  | 击沉       |
| 1917年6月1日   | 帕波索号       | 挪威         | 1067 | 缴作战利品 |
| 1917年6月1日   | 里格莫尔号     | 丹麦         | 161  | 缴作战利品 |
| 1917年6月1日   | 维京号         | 丹麦         | 2952 | 缴作战利品 |
| 1917年6月3日   | 萨拉号         | 丹麦         | 1573 | 缴作战利品 |
| 1917年7月22日  | 布雷达号       | 荷蘭         | 257  | 击伤       |
| 1917年8月11日  | 杰伊号         | 英國皇家海軍 | 144  | 击沉       |
| 1917年9月6日   | 提斯柏号       | 法國         | 1091 | 击沉       |
| 1917年9月7日   | 哈康七世号     | 挪威         | 2175 | 击沉       |
| 1917年9月8日   | 阿莫里卡号     | 法國         | 144  | 击沉       |
| 1917年9月8日   | 白色号         | 法國         | 160  | 击沉       |
| 1917年9月8日   | 米塔号         | 俄罗斯帝国   | 144  | 击沉       |
| 1917年9月27日  | 科尔贝尔号     | 法國         | 385  | 击伤       |
| 1917年9月29日  | 基尔多南号     | 英国         | 2118 | 击沉       |
| 1917年10月4日  | 毅力号         | 英国         | 30   | 击沉       |
| 1917年10月31日 | 法尔号         | 英国         | 1282 | 击沉       |
| 1917年11月2日  | 笼号           | 瑞典         | 1806 | 击沉       |
| 1917年11月2日  | 杰西号         | 英国         | 332  | 击沉       |
| 1917年11月4日  | 津利号         | 挪威         | 1130 | 击沉       |
| 1917年11月29日 | 鲍勃号         | 挪威         | 678  | 击沉       |
| 1917年11月29日 | 豪加斯托尔号   | 挪威         | 2118 | 击沉       |
| 1917年12月1日  | 里翁号         | 英国         | 50   | 击沉       |
| 1917年12月3日  | 立窝尼亚号     | 英国         | 1879 | 击沉       |
| 1917年12月3日  | 伍雷西尔号     | 英国         | 852  | 击沉       |
| 1917年12月4日  | 鹰号           | 英国         | 182  | 击沉       |
| 1917年12月4日  | 赫尔格号       | 瑞典         | 343  | 击沉       |
| 1917年12月23日 | 希尔达·利号    | 英国         | 1328 | 击沉       |
| 1917年12月26日 | 斯卡拉号       | 挪威         | 1129 | 击沉       |
| 1917年12月31日 | 韦斯特维尔号   | 英国         | 3207 | 击沉       |
| 1918年1月20日  | 机械师号       | 英國皇家海軍 | 9044 | 击沉       |
| 1918年1月22日  | 莫利纳号       | 挪威         | 1122 | 击沉       |
| 1918年1月22日  | 塞拉纳号       | 英国         | 3677 | 击沉       |

## 脚注
1. 1 2 3  Rössler，第64頁.
2. 1 2 3 4 5 6  Gröner 1991，第23-25頁.
3. 1 2  Rössler，第65頁.
4. 1 2 3  Helgason, Guðmundur. . German and Austrian U-boats of World War I - Kaiserliche Marine - Uboat.net.   [2015-02-01].
5. ↑  Helgason, Guðmundur. . German and Austrian U-boats of World War I - Kaiserliche Marine - Uboat.net.   [2015-02-01].
6. ↑  Helgason, Guðmundur. . German and Austrian U-boats of World War I - Kaiserliche Marine - Uboat.net.   [2015-02-01].
7. 1 2 3  陈进，第47頁.
8. 1 2 3  Helgason, Guðmundur. . German and Austrian U-boats of World War I - Kaiserliche Marine - Uboat.net.   [2022-03-28].
9. ↑  Rössler，第50頁.
10. 1 2  Helgason, Guðmundur. . German and Austrian U-boats of World War I - Kaiserliche Marine - Uboat.net.   [2015-02-01].
11. ↑  NARS，第83頁.
12. ↑  Keyes，第172頁.
13. ↑  Grant，第74–78, 81頁.
14. ↑  McCartney，第158–159頁.